# Schlacht bei Golzwarden

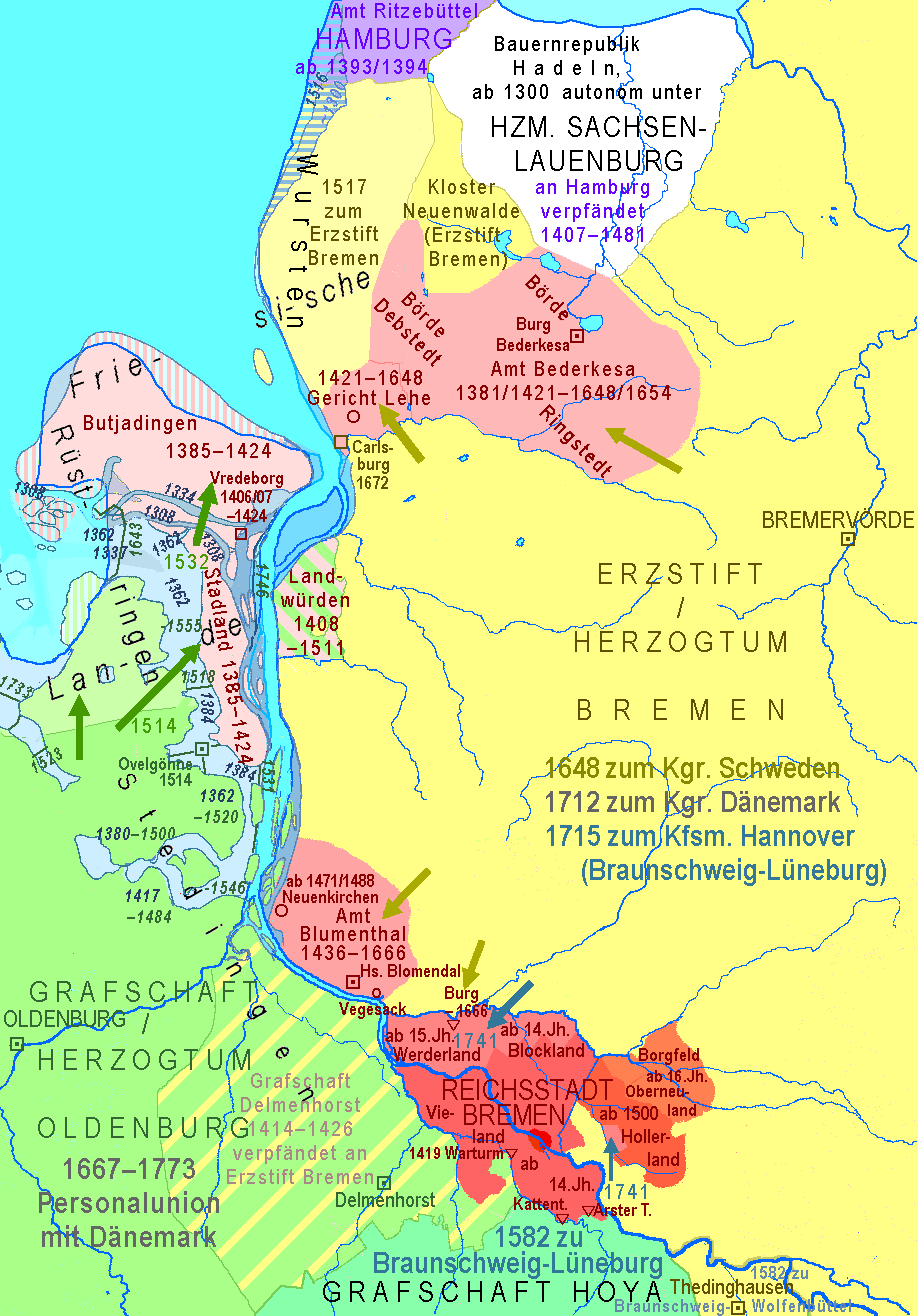
Bremen: Landgebiete im 14. bis 18. Jh. zwischen Jadebusen und Unterweser

Die Schlacht bei Golzwarden fand 1408  beim Dorf Golzwarden (heute Landkreis Wesermarsch bei Brake (Unterweser)) statt.

## Geschichte
Um 1400 begann die Stadt Bremen mit einer aktiveren Unterweserpolitik. Hier fand ein Seeräuberkrieg der Hanse gegen die Vitalienbrüder statt und gegen die autonomen friesischen Landgemeinden (Gaue) von Rüstringen unter dem ostfriesischen Häuptling Edo Wimken (auch Ede Wymken), der den Vitalienbrüdern Unterschlupf in den Kirchburgen gewährte sowie gegen Butjadingen. 
1400 (lt. Chronik von Rinesberch und Schene) oder 1401 wurde ein Bündnis zwischen Bremen und den Häuptlingen und Bauern von Blexen im ostfriesischen Land Wursten geschlossen zur Bekämpfung der Seeräuber und der sie schützenden Friesenhäuptlinge. Die Fehde endete nach Kämpfen mit einem Landfrieden zwischen Edo Wimken und Bremen.  
Blexen und die Wurster sicherten der Stadt Bremen für zehn Jahre militärischen Beistand zu. Zudem baute Bremen 1407 bei Atens (heute Ortsteil von Nordenham) an der Weser die seit 1404 geplante Befestigungsanlage Vredeborch (Friedeburg). Diese Niederungsburg bestand bis 1425. Sie sollte zur Bekämpfung der Seeräuberei im Gebiet der Wesermündung dienen und das friesische Gebiet von Stadland und Butjadingen vor der Grafschaft Oldenburg schützen und diese näher an Bremen binden. Bremen wollte zudem Burgen und Befestigungen der Oldenburger an der Unterweser verhindern.
Die Grafen von Oldenburg und die anderen friesischen Häuptlinge waren gegen den Bau der Burg. Sie wollten ihrerseits verhindern, dass sich Bremen in Butjadingen festsetzt. Sie griffen vergeblich Bremen an. Die Stadt warb Söldner an und griff zur Jahreswende 1407/1408 erfolglos Oldenburg und Burhave unter Häuptling Lübbe Sibets an.
Am 30. oder 31. Januar 1408 fand schließlich die Schlacht bei Golzwarden statt, wobei das siegreiche Bremen gegen Oldenburg, Rüstringen und Burhave kämpfte. Graf Christian VI. von Oldenburg wurde im Kampf verwundet, gefangen genommen und in der Vredeborch festgesetzt. Der Bremer Rat hielt dann den Grafen vier Monate lang in einem Keller der Liebfrauenkirche gefangen. Er sollte frei gelassen werden, wenn ein Lösegeld von 2000 Mark gezahlt würde. Die Oldenburger, vertreten durch den Bruder des Grafen, müssten zusagen, dass sie von Hoya bis an die See keine Festungen errichten würden und die Zollfreiheit garantierten. Da die Oldenburger das Lösegeld nicht zahlen konnten, verpfändeten sie deshalb Land Wührden (heute Loxstedt und umzu) und dauerhaft das Gericht zu Lehe an Bremen; das Land Wührden wurde bis 1511 von Bremen verwaltet.
Für die nächste Zeit war damit die bremische Herrschaft über Butjadingen und Land Wührden gesichert.
Christian von Oldenburg versuchte einen Machtzuwachs im friesischen Bereich zu erreichen, baute 1408 an der Binnenjade die Burg Vri-Jade und unterstützte 1418/19 Sibet von Rüstringen bei der Erhaltung der Häuptlingsherrschaft gegen die aufständischen Butjadinger Bauern, die von Bremen gestützt wurden.
Bis 1424 beherrschte Bremen Butjadingen und Stadland und zog sich 1424 nach einer Besetzung der Gebiete durch die ostfriesischen Häuptlinge (tom Brok, Focko Ukena, Sibet Lubben) wieder zurück.